# بروتوكولات باريس
كانت بروتوكولات باريس اتفاقية بين ألمانيا النازية وفرنسا الفيشية تم التفاوض عليها في مايو 1941. لقد تم تنفيذها مع عدم التصديق عليها. مثَّل الأدميرال فرانسوا دارلان الفرنسيين بينما مثَّل السفير الألماني في فرنسا أوتو أبيتز النازيين. منحت بروتوكولات باريس المنشآت العسكرية للألمان في سوريا وتونس وغرب أفريقيا الفرنسي. في المقابل، تلقى الفرنسيون تكاليف احتلال مخفَّضة (إلى 15 مليون رايخمارك يوميًا من 20 مليون)، وعودة حوالي 6,800 خبير فرنسي من معسكرات أسرى الحرب، وتخفيف القيود بين «فرنسا المحتلة» و«فرنسا غير المحتلة».
تعتبر بروتوكولات باريس ذروة التعاون الفرنسي مع النازيين. لكن دارلان أراد شروطًا أفضل، وانقضت البروتوكولات في النهاية.